# Isole du Connétable
Le Isole du Connétable (in francese Îles du Connétable) sono una coppia di isole (Grand Connétable e Petit Connétable), situate nell'Oceano Atlantico occidentale e facenti parte della Guyana francese.

## Etimologia
Il loro nome significa "isole del conestabile" e deriva dalla storpiatura dell'olandese constapel, che significa invece "cannoniere", in riferimento al fatto che era uso comune da parte dei marinai olandesi sparare qualche colpo di cannone caricato a mitraglia in direzione dell'isola (punto obbligato di passaggio per le navi dirette in Guyana, al punto che nel XIX secolo venne progettata la costruzione di un grande faro su Grand Connétable, accantonata per la pericolosità dell'impresa e l'intenzione di sfruttare i giacimenti di fosfato delle isole), al fine provocare lo spettacolare involo di torme di uccelli.

## Geografia
Le isole sono situate circa 18 km a nord-est dell'estuario del fiume Approuague, nell'arrondissement di Caienna e nel comune di Régina.
Le due isole distano tra loro 3,5 km circa
L'isola du Gran Connétable misura 291 m di lunghezza e 180 m di larghezza.

L'isola du Petit Connétable misura invece circa 100 m di lunghezza e 92 m di larghezza.
Sono completamente disabitate, in virtù dell'aspetto brullo e accidentato e delle difficoltà d'approdo. Esse rappresentano tuttavia un importantissimo sito di nidificazione (nonché l'unico nell'area compresa fra l'Orinoco ed il Rio delle Amazzoni) per numerose specie di uccelli marini. Per questo motivo, le isole vennero reclamate dagli Stati Uniti col Guano Islands Act del 1865, e dal 1893 al 1915 i ricchi depositi di guano presenti vennero sfruttati intensivamente dalle compagnie statunitensi, con un contingente stabile di un centinaio di persone (la maggior parte delle quali provenienti dalle Antille francesi) che abitavano sull'isola principale: tale sfruttamento ha lasciato tracce permanenti nella fisionomia stessa delle isole, spianandone l'originario aspetto collinare e lasciando un unico rilievo di appena 54 m s.l.m.

## Flora e fauna
L'estrema abbondanza di uccelli nidificanti sulle isole ha fatto sì che esse venissero dichiarate riserva naturale nazionale assieme all'area marina circostante il 15 dicembre 1992, prima riserva del genere in Guyana francese, e gestite in maniera congiunta dal GEPOG (Groupe d'étude et de protection des oiseaux en Guyane, "gruppo di studio e protezione degli uccelli in Guyana") e dall'ONCFS (Office national de la chasse et de la faune sauvage, "ufficio nazionale per la caccia e la fauna selvatica"): la navigazione e l'accesso al pubblico sono proibiti, salvo il possesso di particolari autorizzazioni.

Fra le specie nidificanti ve ne sono sei osservate tutti gli anni, ossia fregata magnifica (500 coppie stimate), beccapesci (la più numerosa con 8000 coppie nidificanti), sterna reale (1500 coppie), sterna fuligginosa (circa 100 coppie), sterna bruna (300 coppie) e gabbiano sghignazzante (2500 coppie), oltre ad altre 17 specie di nidificatori occasionali (varie specie di berta, stercorario e la sula fosca) e più in generale 57 specie ornitologiche osservate nell'area.

Oltre agli uccelli, sono presenti quattro specie di mammiferi (il topolino delle case, verosimilmente introdotto dagli americani nel XIX-XX secolo, il pipistrello Artibeus concolor, la sotalia ed il tursiope), due specie di rettili (l'iguana verde, vero flagello per la nidificazione delle sterne, e la tartaruga verde, che nel 2004 e nel 2011 ha anche deposto su Petit Connétable) e numerosi pesci marini, fra cui la cernia gigante atlantica. Il popolamento vegetale delle isole è invece piuttosto scarso e assimilabile a quello della terraferma, con presenza di alcuni cactus.